# ایستگاه متروی ایلینگ شمالی
ایستگاه متروی ایلینگ شمالی (انگلیسی: North Ealing tube station) یکی از ایستگاه‌های خط پیکدیلی متروی لندن است.
این ایستگاه که در ناحیه ایلینگ قرار دارد در سال ۱۹۰۳ میلادی تأسیس شده است.

## نگارخانه

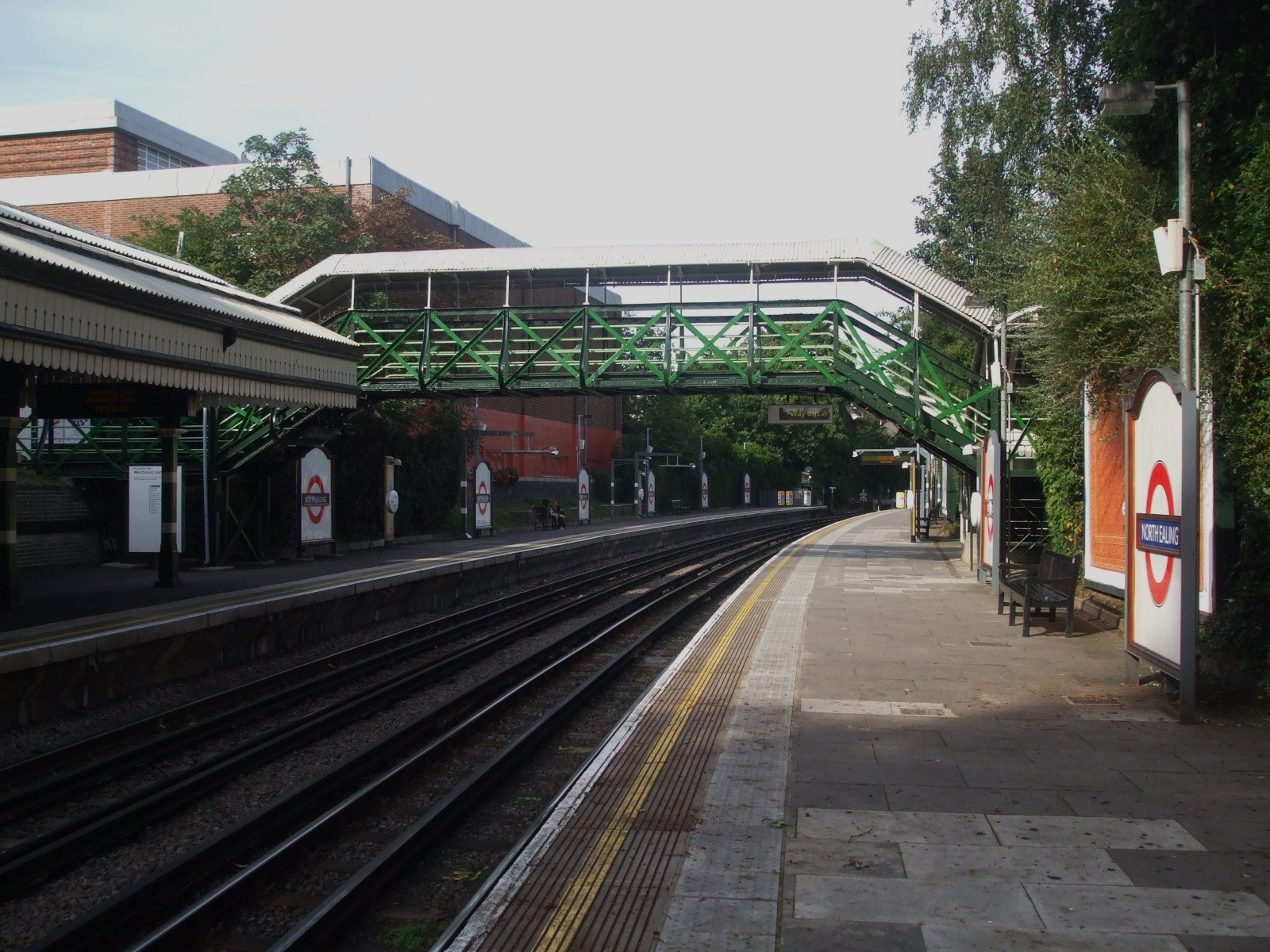
Looking westbound towards Park Royal
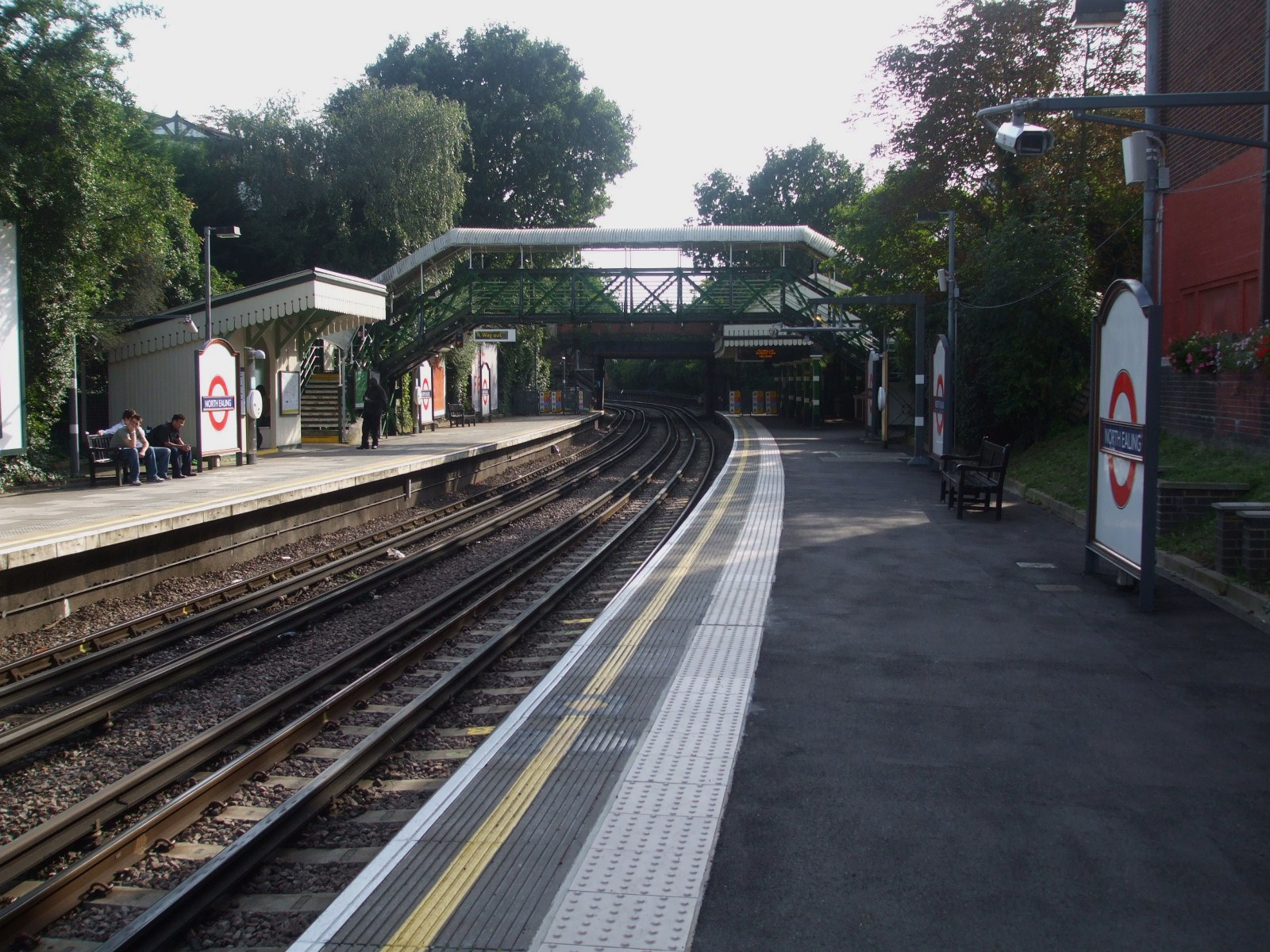
Looking eastbound towards Ealing Common
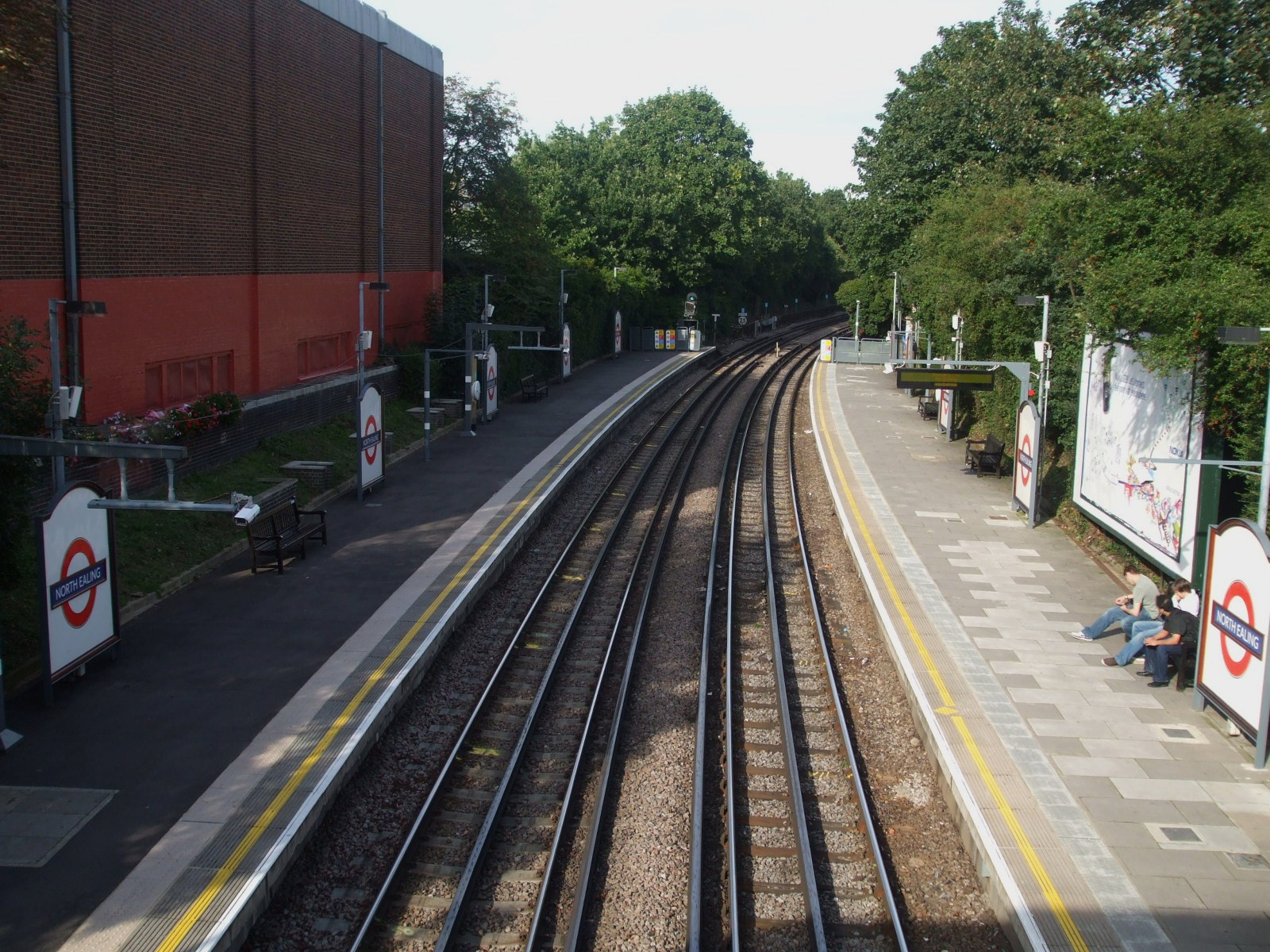
Looking west from footbridge
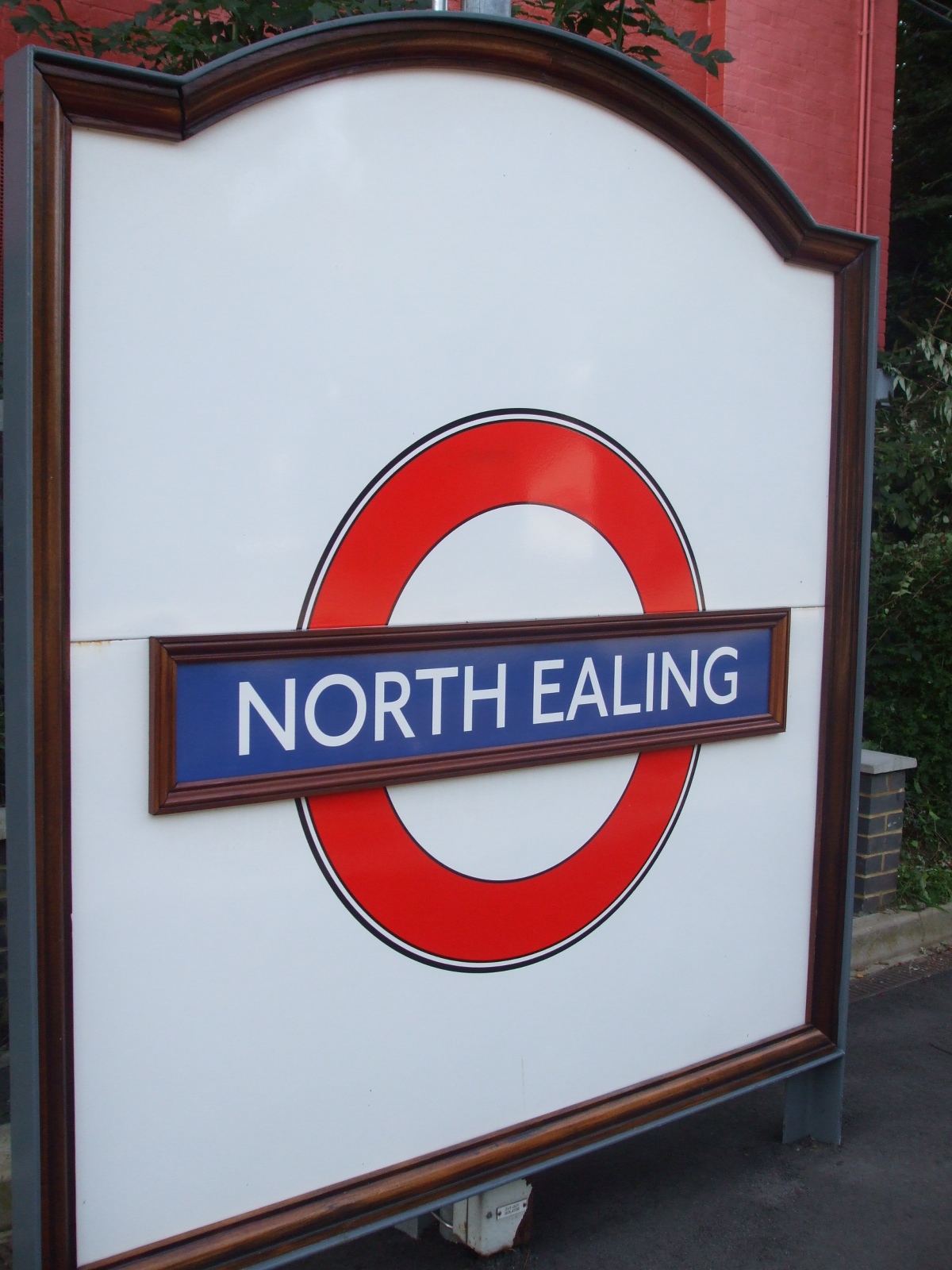
Roundel
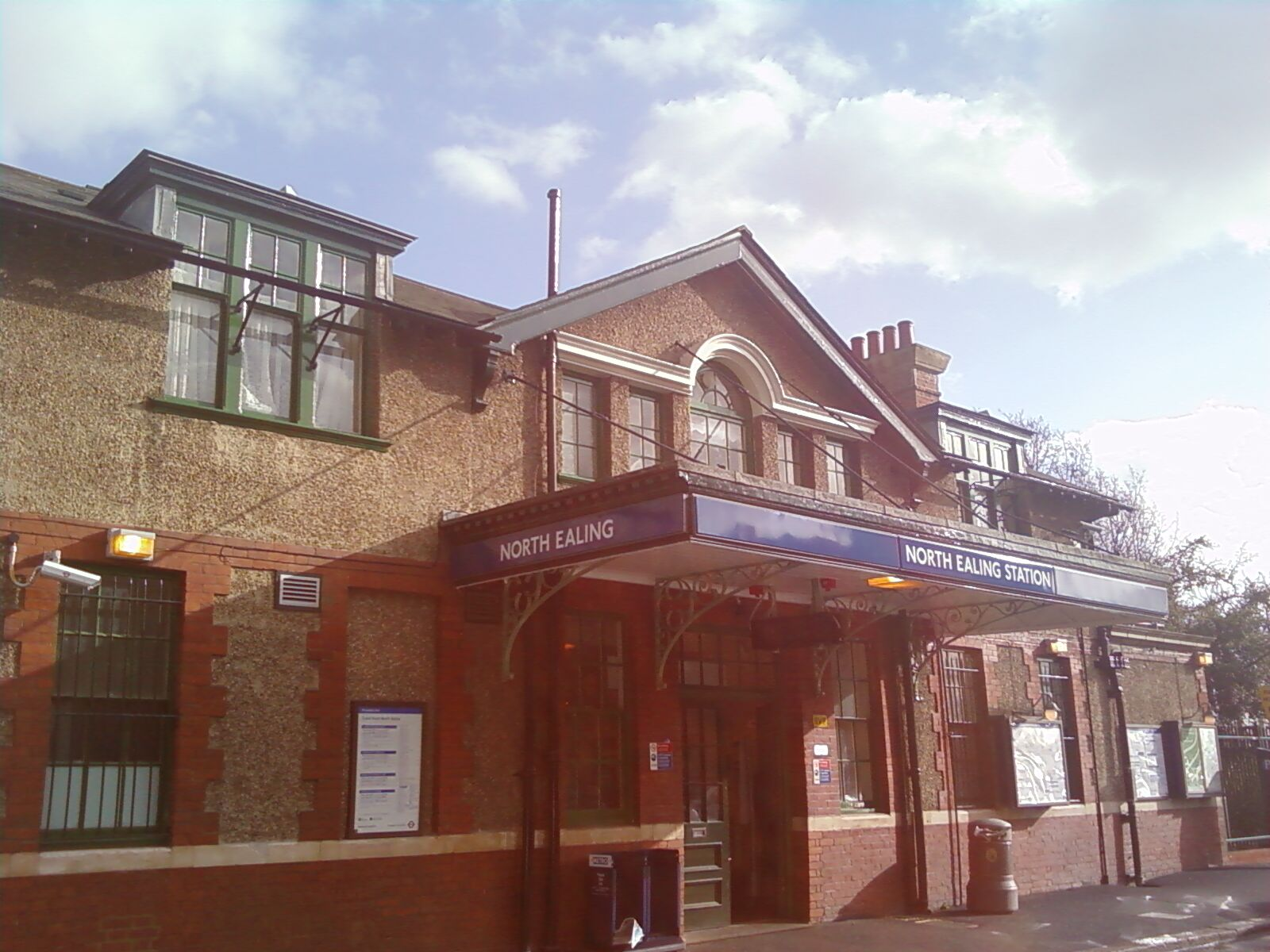
Main Entrance